# 移剌元臣
移剌元臣（？—1293年），别名哈剌哈孙，元朝初年将领，契丹族，移剌氏（耶律氏），霸州（今河北霸州市）人，移剌捏儿之孙，征东大元帅移剌买奴的儿子。
移剌元臣十六岁入宿卫，因为应对进止有度，被任命为怯薛必阇赤（书史），袭任千户。后参与攻打南宋，进攻淮西，镇守在清口（今江苏省淮安市西南），攻克瓜洲（今江苏省扬州市南）、通州（今江苏省南通市）、泰州（今江苏省泰州市），屡立战功。至元十三年（1276年），跟随丞相伯颜平南宋，进升为武义将军、中卫亲军总管。至元十四年（1277年），平定只儿瓦台之乱，留下镇守应昌府（今内蒙古克什克腾旗西），次年，升任为明威将军、后卫亲军副都指挥使。三年后，加昭勇大将军。至元二十二年（1285年），进昭毅大将军，同佥江淮行枢密院事。至元二十八年（1291年），改任湖广行枢密院。至元三十年（1293年），在官任上去世。追赠龙虎卫上将军、同知枢密院事，追封兴国公，谥忠靖。